# Shahriar
El sultán Shahriar (en persa: شهريار «rey») es un personaje de la recopilación de cuentos en árabe titulada "Las mil y una noches".

## Historia
Según la historia, narrada por capítulos, el sultán Shahriar desposaba una virgen cada día y mandaba decapitar a la esposa el día siguiente. Todo esto lo hacía en venganza, pues encontró a su primera esposa traicionándolo. Ya había mandado matar a tres mil mujeres cuando conoció a Scheherezade.
Hija del gran visir de Shahriar, Scheherezade se ofrece, en contra de la voluntad de su padre, al rey con el fin de aplacar su ira. 
Una vez en las cámaras reales, Scheherezade inicia la narración de un cuento que dura toda la noche, y mantiene así al rey despierto, escuchando con asombro e interés la primera historia, de modo que pide que prosiga el relato, y Scheherezade aduce la llegada del alba para postergar la continuación hasta la noche siguiente. 
Shahriar la mantiene con vida ante la perspectiva de la narración por venir. El mismo acontecimiento se repite durante una y otra noche, encadenando de este modo los relatos uno tras otro y uno dentro de otro, hasta que, después de mil y una noches de diversas aventuras, y ya con tres hijos, no sólo el rey había sido entretenido sino también educado sabiamente en moralidad y amabilidad por Scheherazade, quien de concubina pasa a ser esposa del monarca de pleno derecho.
El núcleo de estas historias está formado por un antiguo libro persa llamado "Hezar-afsana" o los Mil mitos (persa: هزارافسانه), más conocido hoy en día como "Las mil y una noches".